# Нове Лукіно (Бабаєвський район)
Нове Лукіно (рос. Новое Лукино) — присілок в Бабаєвському районі Вологодської області Росії.
Входить до складу Борисовського сільського поселення (з 1 січня 2006 року по 13 квітня 2009 року адмінінстративний центр Новолукінського сільського поселення).
Відстань по автодорозі до районного центру Бабаєво — 137 км, до центру муніципального утворення села Борисово-Судське по прямій — 7 км. Найближчі населені пункти — с. Волково, с. Ігнатово, с. Старе Лукіно. Станом на 2002 рік проживало 252 чоловік.